# Cearbhall Ó Dálaigh
Cearbhall Ó Dálaigh (Bray, 12 febbraio 1911 – Dublino, 21 marzo 1978) è stato un politico e giurista irlandese, Presidente dal 19 dicembre 1974 al 3 dicembre 1976. Ha fatto parte del Fianna Fáil.